# 五月会
五月会（さつきかい）は、埼玉県東松山市を拠点として音楽に関する活動を行なっている、非営利の任意団体。主な活動は、東松山ユンゲルコールをはじめとする合唱団の運営、地域における音楽普及啓発活動、音楽家志望者への後援などである。

## 沿革
- 1950年頃　中学校音楽教師の小山伸（こやま のぶ）が、自宅を開放し希望者にピアノを教え始める。当初は毎年5月に発表会を行っていたことから、「五月会」の名称を使い始める。

- 1962年8月12日　埼玉県立松山高等学校講堂にて、五月会主催で第1回合唱の夕べを開催。

- 1963年　伸の妻、小山貞子（こやま さだこ）が小学校の音楽教師を退職し、その退職金を投じて自宅敷地内に練習ホール（通称・小山ホール（こやま-））を建設。以後、現在に至るまで傘下の合唱団全てがこのホールを練習場として使用している。

- 1976年　傘下の東松山ユンゲルコールが全日本合唱コンクール関東大会に初進出、銀賞を受賞。

11月16日の第15回合唱の夕べを、新設された東松山文化会館（現・東松山市民文化センター）で開催。以後、同会場を主な演奏会場として利用する。
- 1978年　北海道函館市で開催された全日本合唱コンクール全国大会に初出場。

- 1983年11月5日　第22回合唱の夕べにて、高田三郎を客演指揮者として招き、高田作曲の「水のいのち」を演奏。

- 1984年　大阪府で開催された、第37回全日本合唱コンクール全国大会で銅賞。以後、1991年まで連続8回、全国大会に出場する。

- 1993年12月24日～　ドイツのミューラウ・ロートに演奏旅行。両都市の教会で、ヘンデルのオラトリオ「メサイア」を演奏。

- 1997年8月25日　ユンゲルコールが大韓民国のソウルに演奏旅行。ソウル・バッハクワイヤーとジョイントコンサートを行う。メンデルスゾーンのオラトリオ「エリヤ」を合同で演奏したほか、当時の韓国内の演奏会としては珍しく、「さくら」などの日本歌曲を日本語で演奏した。

- 1998年　五月会の活動に対し、小山貞子が第7回志鳥音楽賞を受賞する。同年11月7日の第37回合唱の夕べを受賞記念演奏会とし、席上で表彰式が行われる。

- 2001年7月28日　韓国のソウルに再度演奏旅行。日韓共催の2002 FIFAワールドカップにちなむ親善演奏として、前回同様バッハクワイヤーとの合同演奏を、世宗文化会館にて行う。

## 活動

### 傘下の団体
五月会が運営する合唱団は、下記の通り。いずれの合唱団も、小山貞子またはその門下生が指導・指揮している。
- 東松山ユンゲルコール（ひがしまつやま-・Higashimatsuyama Junger Chor）

高校生以上の男女をメンバーとする混声合唱団。五月会の中で最大の人数を擁し、実質的に会の中核を成している。
- 東松山フラウエンコール（ひがしまつやま-）

高校生以上の女性をメンバーとする女声合唱団。メンネルコール（後述）とは異なり、ユンゲルコールの女性とは別のメンバーが所属している、基本的に独立した合唱団である。
- 東松山メンネルコール（ひがしまつやま-）

高校生以上の男性をメンバーとする男声合唱団。ユンゲルコールの男性メンバーのみで男声合唱の演奏をする際に用いる名義。
- 東松山少年少女合唱隊Aチーム（ひがしまつやましょうねんしょうじょがっしょうたいエー-）

小学4年生～中学生までの男女をメンバーとする少年合唱団。
- 東松山少年少女合唱隊Bチーム（ひがしまつやましょうねんしょうじょがっしょうたいビー-）

小学1～4年生の男女をメンバーとする少年合唱団。
- 東松山リープヒェンコール（ひがしまつやま-）

就学前の男女児をメンバーとする。参加資格は、指導者の弁によれば「トイレに自分で行けるか、行きたいときに言えるようになったら」。
- エーヴィッヒリート

フラウエンコールと、埼玉県坂戸市の若葉女声コーラス（ともに小山貞子指揮）が合同で演奏する際に用いる、女声合唱団としての名義。

### 最近の活動
かつてはユンゲルコールが全日本合唱コンクールの関東大会・全国大会に連続して出場するなど、コンクールを目指しての練習を中心としてきたが、1990年代なかば頃から全日本合唱連盟を脱退し、以後は地域での音楽普及活動や内外の合唱団・オーケストラとの共演など、コンクールにとらわれない活動を行っている。
2006年にはユンゲルコールが設立45周年を迎え、7月に記念コンサートを行った。
団員やOB・OGのうち音楽家を志す者に対する援助活動も行っている。五月会メンバーから寄付を募って海外留学中のメンバーに送金をしたり、舞台発表を行うメンバーのチケットの斡旋を行ったりするのが、主な援助の内容である。

## 著名な出身者
- 坂本祐之輔（さかもと・ゆうのすけ）　東松山市長。
- 林美智子（はやし・みちこ）　メゾソプラノ歌手。公式サイト「Michiko Hayashi Information Box」 - ウェイバックマシン（1999年1月17日アーカイブ分）

## モットー
「愛し合って許し合って皆が家族」